# Ichnotropis microlepidota
Ichnotropis microlepidota — вид ящірок родини ящіркових (Lacertidae). Ендемік Анголи.

## Поширення і екологія
Ichnotropis microlepidota відомі за типовим зразком, зібраним на горі Моко в провінції Уамбо, на висоті понад 1600 м над рівнем моря. Вони живуть на гірських луках.